# John da Silva
John Walter da Silva QSM (* 11. Juni 1934 in Pukekohe; † 8. April 2021 auf Great Barrier Island) war ein neuseeländischer Ringer und Boxer.

## Biografie
John da Silva, der 1953 mit dem Ringen begann, repräsentierte Neuseeland bei den Olympischen Sommerspielen 1956 im Schwergewicht des Freistilringens sowie bei den British Empire and Commonwealth Games 1958. Nach den British Empire and Commonwealth Games wurde da Silva Profi und kämpfte bis 1977. 1955 war da Silva neuseeländischer Meister im Ringen und hatte zudem den Titel Aucklands im Schwergewichtsboxen inne.
1994 wurde ihm die Queen’s Service Medal verliehen.
Sein Sohn war der Boxer Garth da Silva.